# Jean-Jacques Barthélemy
Jean-Jacques Barthélémy (Cassis, 20 de janeiro de 1716 — Paris no dia 30 de abril de 1795) foi um eclesiástico, arqueólogo, escritor e numismata francês.

## Origens e primeiros estudos
Começou seus estudos clássicos no "Collège de l'Oratoire" ("Colégio do Oratório") em Marselha, seguiu os cursos de filosofia e teologia no Colégio dos Jesuitas e finalmente entrou para o seminário dos Lazaristas. Enquanto estudava para o sacerdócio que desejava integrar, voltou sua atenção para as línguas orientais e foi apresentado ao estudo das antiguidades clássicas, particularmente da numismática, por seu amigo marselhês M. Cary.

## Numismática
Em 1744, dirige-se a Paris com uma carta de recomendação para Claude Gros de Boze, secretário perpétuo da Academia de Inscrições e Belas-Artes e guardião da Coleção Real de Moedas e Medalhas. Torna-se seu assistente. É recebido na Academia de Inscrições no ano de 1747. Em 1753, com a morte de Claude Gros de Boze, sucede-o nas funções e nelas permanece até a Revolução Francesa. No decorrer de seu mandato, Barthélémy praticamente dobra a coleção. Enriquece a coleção com numerosas aquisições; com este objetivo, percorre a Itália e visita as ruínas de Pompeia, de Pesto e de Herculano. Durante sua estada em Roma, conhece o futuro Duque de Choiseul.

## Choiseul
Em 1755, acompanha o embaixador de França Étienne François de Stainville (futuro Duque de Choiseul), até a Itália, onde passa três anos em pesquisas arqueológicas. Nesta época, corresponde-se com o Conde de Caylus - seu colaborador no Gabinete das Medalhas. Estas cartas serão publicadas postumamente.
Choiseul tinha grande estima por Barthélemy e, em sua volta para a França, Barthélemy torna-se íntimo de sua casa e recebe importantes ensinamentos de seu chefe.

## "Anacharsis"
A princípio, Barthélemy se faz conhecer por seus trabalhos de erudição e publica, em 1788, seu Viagem do jovem Anacharsis pela Grécia em meados do Século IV, que faz com que tome lugar nas Letras e seja eleito para a Academia Francesa.

## ARevolução Francesa
Em Setembro de 1793, durante a Revolução Francesa, Barthélemy é detido por ser um aristocrata e aprisionado durante alguns dias na Prisão das Madelonnettes. Enquanto isso, o Comitê de Salvação Pública, ao ser informado pela Duquesa de Choiseul de sua detenção, dá ordem para sua libertação imediata. No mesmo ano Barthélemy é nomeado livreiro da Biblioteca Nacional. Recusa o cargo mas retoma sua antiga função de guardião das medalhas e moedas. Enriquece ainda mais a coleção nacional com muitas aquisições de valor.
Tendo sido espoliado de sua fortuna pela Revolução, morre em 30 de Abril de 1795 na mais profunda indigência.

## Obras
Fora a Viagem de Anarcharsis (várias vezes reimpresa), Barthélemy fez um grande número de dissertações eruditas, inseridas nas Memórias da Academia das Inscrições ou publicadas separadamente.
Encontram-se aí :
- as Reflexões sobre o Alfabeto e a Língua de Palmira, 1754;
- as Reflexões sobre certos Monumentos Fenícios, 1758;
- A Explicação dos Mosaicos da Palestina, 1760.

Lallemand de Sainte-Croix liberou em 1798 suas Obras Diversas. Villeneuve publicou em 1821 a melhor edição de suas Obras Completas, 4 volumes in-8.
Barthélemy redigiu entre 1792 e 1793 as Memórias sobre sua Vida que são encontradas no início de diversas edições da Viagem de Anacharsis.